# Emmanuel Starcky
Emmanuel Starcky, né le 17 septembre 1955 à Paris, est un historien de l'art et Conservateur du patrimoine français.

## Biographie

### Enfance et formation
Diplômé de l'École du Louvre en 1982, Emmanuel Starcky a par la suite obtenu son doctorat en histoire de l'art à l'Université de Paris IV-Sorbonne, puis fut admis au concours des conservateurs[réf. nécessaire].

### Conservateur au musée du Louvre de Paris
En 1988, il réalise l'inventaire général des dessins des Ecoles du Nord du Musée du Louvre. Il organise l'exposition Dessins de Dürer et de la Renaissance germanique, en collaboration avec Emmanuelle Brugerolles en 1991. 

### Conservateur et directeur au musée Magnin et Musée des beaux-arts de Dijon

#### Musée des beaux-arts de Dijon
En 1995, il travaille au Musée des beaux-arts de Dijon.
En 2003, il réalise un catalogue avec Irina Sokolova sur Rembrandt.

### Adjoint à la Direction des Musées de France, Paris
En 2003 il organise l'exposition Ombres et lumières : quatre siècles de peintures françaises.  
En 2005, il est nommé à la direction des Musées Nationaux de Compiègne et Blérancourt.   

### Les musées nationaux de Compiègne et de Blérancourt
En 2016, il acquiert les pièces Second Empire de la collection de Christopher Forbes.   
Il organise des expositions temporaires comme Napoléon III et les Principautés roumaines.

## Publications
- Inventaire général des dessins des Écoles du Nord, écoles allemande, des Anciens Pays-Bas, flamande, hollandaise et suisse, XVe – XVIIIe siècle, (catalogue raisonné, supplément aux ouvrages de F. Lugt), cabinet des Dessins, musée du Louvre, Paris, 1988.
- Rembrandt (Harmensz van Rijn.) et Emmanuel Starcky, Rembrandt, Hazan, 1990 (ISBN 978-2-85025-212-9, lire en ligne)
- Colloque international, en relation avec l’exposition : Le paysage en Europe du XVIe au XVIIIe siècle, musée du Louvre, 1990
- Emmanuel Starcky, Rembrandt : les figures, Flammarion, 1999 (ISBN 978-2-08-012249-0, lire en ligne)
- Le palais impérial, Compiègne, Fondation Paribas, RMN. (en collaboration), Paris 2008
- Compiègne, royal et impérial, avec des photographies de Jean-Baptiste Leroux, Paris 2011
- Colloque international : L’authenticité dans la conservation des demeures historiques et musées châteaux, « La Vérité est rarement pure et jamais simple », Compiègne, octobre 2014[9]
- Musées nationaux du palais de Compiègne, (en collaboration), Paris, 2016
- Guide du musée franco-américain de Blérancourt, (en collaboration) Paris, 2017
- Blérancourt, musée franco-américain, Un musée rénové dans La Revue des musées de France, Revue du Louvre, 2018-no 1, p. 24-27
- Laure et Emmanuel Starcky, Musée Magnin, Petit guide n° 37, Paris, 2002
- Emmanuel Starcky, « Dessins romantiques de Friedrich Salathé au Musée des Beaux-Arts de Dijon. », Hommage au dessin / études réunies par Maria Teresa Caracciolo.,‎ 1996, p. 542–551 (lire en ligne, consulté le 6 mars 2018)
- Emmanuel Starcky, « Dijon: réouverture du musée Magnin », Revue du Louvre / publ. sous les auspices du Conseil des Musées Nationaux.,‎ 1990 (ISSN 0035-2608, lire en ligne, consulté le 6 mars 2018)
- Emmanuel Starcky, Catherine Gras et Hélène Meyer, Le Musée des beaux-arts de Dijon., Musées et monuments de France/Ville de Dijon/Albin Michel, 1992 (lire en ligne)
- Emmanuel Starcky et Renée Loche, L'Age d'or flamand et hollandais : collections de Catherine II, Musée de l'Ermitage, Saint-Pétersbourg : Musée des beaux-arts de Dijon, 20 juin-27 septembre 1993, Dijon/Paris, Musée des beaux-arts, 1993, 166 p. (ISBN 2-7118-2919-7 et 9782711829194, lire en ligne)
- Vilém Flusser, Emmanuel Starcky, Jaroslav Andel et Jirí Musil (trad. du tchèque), Prague 1900-1938 : capitale secrète des avant-gardes, Dijon, Musée des Beaux-Arts de Dijon, 1997, 318 p. (ISBN 2-911404-17-3 et 9782911404177, lire en ligne)
- (en) Musée des beaux-arts de Dijon, Emmanuel Starcky, Sophie Barthélémy et Marie Klimešová (trad. du tchèque), L'oeil éphémère : oeuvres de Jirí Kolár., Paris/Dijon, Réunion des musées nationaux, 2002, 79 p. (ISBN 2-7118-4454-4 et 9782711844548, lire en ligne)
- Emmanuel Starcky, László Beke et Musée des beaux-arts, Budapest, 1869-1914 :  modernité hongroise et peinture européenne   [exposition], Musée des beaux-arts de Dijon, 2 juillet-8 octobre 1995, A. Biro Musée des beaux-arts, 1995 (ISBN 978-2-87660-166-6, lire en ligne)
- Musée des beaux-arts (Dijon) (trad. du tchèque), L'oeil éphémère : Oeuvres d'Adriena Simotova : exposition, Dijon, Musée des Beaux Arts, 28 juin-30 septembre 2002, Paris/Dijon, Réunion Musée Nationaux ; Musée des Beaux Arts, 2002, 79 p. (ISBN 2-7118-4489-7 et 9782711844890, lire en ligne)
- Judit Geskó, Emmanuel Starcky et Szépművészeti Múzeum (Hungary), Monet et ses amis : [exposition, Musée des Beaux -arts de Budapest, 1er déc. 2003-15 mars 2004], Budapest, Vince Kiadó : Musée des beaux-arts de Budapest, 2003, 360 p. (ISBN 963-9552-03-8 et 9789639552036, lire en ligne)
- Emmanuel Starcky, « Le salon de Musique et le lit de l'impératrice, tissage d'un damas vert émeraude », Revue des musées de France / publ. sous les auspices du Conseil des Musées Nationaux., vol. 622012,‎ 2012, p. 73–78 (ISSN 0035-2608, lire en ligne, consulté le 6 mars 2018)
- Emmanuel Starcky et Musée national du château de Compiègne, Louis XVI et Marie-Antoinette à Compiègne: [catalogue de l'exposition présentée au] Musée national du château de Compiègne, 25 octobre 2006-29 janvier 2007, Paris/Compiègne, Réunion des musées nationaux, 2006, 222 p. (ISBN 2-7118-5225-3 et 9782711852253, lire en ligne)
- Emmanuel Starcky et Musée national du Château de Compiègne, Nicolas II Esterházy, 1765-1833 : un prince hongrois collectionneur, Paris/Compiègne, Réunion des musées nationaux, 2007, 254 p. (ISBN 978-2-7118-5364-9 et 2711853640, lire en ligne)
- Emmanuel Starcky, Laure Chabanne, Musées et domaine nationaux de Compiègne et Réunion des musées nationaux (France), Napoléon III et la reine Victoria: une visite à l'Exposition universelle de 1855 : [exposition], Musée national du château de Compiègne, 4 octobre 2008-19 janvier 2009, Paris, RMN, 2008, 271 p. (ISBN 978-2-7118-5507-0 et 2711855074, lire en ligne)
- Emmanuel Starcky, Andrzej Rottermund, Musée national du Palais de Compiègne et Zamek Królewski w Warszawie, Napoléon Ier ou la légende des arts 1800-1815, Paris, Éditions de la Réunion des musées nationaux : Grand Palais, 2015, 199 p. (ISBN 978-2-7118-6232-0 et 2711862321, lire en ligne)

## Titres et Honneurs
- Chevalier de l'ordre du mérite de la République fédérale d'Allemagne
- Officier de l'Ordre du mérite de la république de Pologne
- Commandeur de l'ordre du mérite de la Hongrie
- Commandeur de l'ordre des Arts et des Lettres[10]
- Chevalier dans l'ordre national du mérite